# Plaza Ban Jelačić

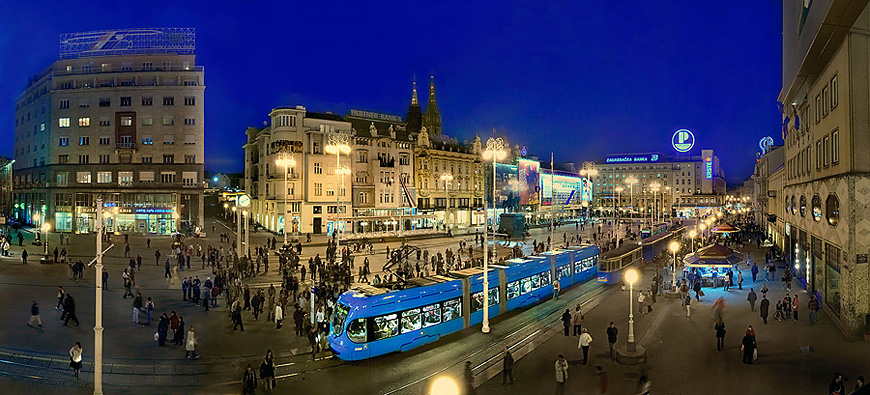
La plaza por la noche.

La plaza Ban Jelačić (en croata: Trg bana Josipa Jelačića o Trg bana Jelačića, pronunciado bâːn jɛ̌lat͡ʃit͡ɕ) es la plaza central de la ciudad de Zagreb, Croacia, llamada así en honor al ban Josip Jelačić. Se conoce coloquialmente como Jelačić plac (derivado de Platz, plaza en alemán), o simplemente Trg ("la plaza").
Se sitúa bajo el casco antiguo de Zagreb (Gradec y Kaptol) y al sur del Mercado Dolac, en la intersección de Calle Ilica al oeste, la Calle Radićeva al noroeste, las pequeñas calles Splavnica y Harmica al norte, la Calle Bakačeva al noreste, la Calle Jurišićeva al este, la Calle Praška al sudeste y la Calle Gajeva al sudoeste. Es el centro de la zona peatonal del centro de Zagreb.

## Historia

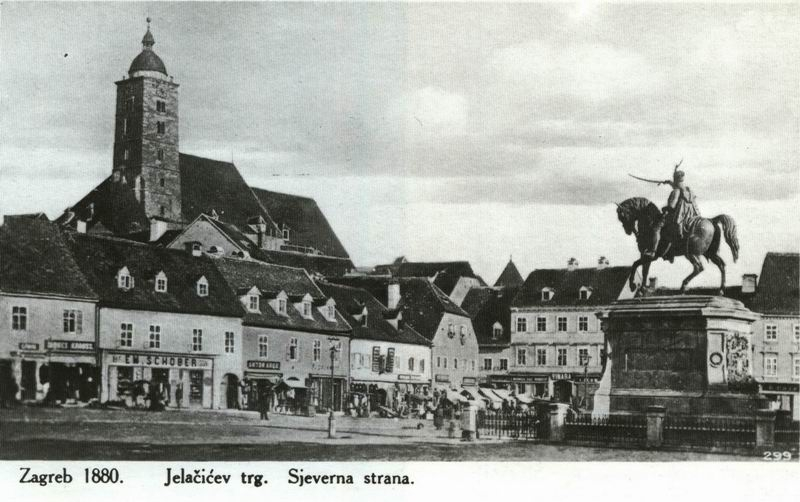
La plaza en una postal de 1880 en la que se muestra la estatua mirando hacia el norte, puestos de campesinos, y la Catedral de Zagreb antes del terremoto de 1880.

La plaza ha existido desde el siglo XVII. Su primer nombre fue Harmica. Contiene edificios de diferentes estilos, como clasicismo, secesión o modernismo. El edificio más antiguo es el 18 de la Plaza Ban Jelačić, construido en 1827.
La plaza tiene una gran estatua del ban Josip Jelačić a caballo, realizada por el escultor austriaco Anton Dominik Fernkorn. Las autoridades austriacas instalaron originalmente la estatua el 19 de octubre de 1866, a pesar de las protestas de los concejales de Zagreb.[cita requerida] También causó malestar entre los húngaros, quienes veían a Jelacic como un traidor.
La estatua fue retirada en 1947 porque el nuevo gobierno comunista de Yugoslavia acusó a Jelačić de "servidor de intereses extranjeros". Antun Bauer, conservador de la Gliptoteka, lo guardó en el sótano de la galería. La plaza se renombró Trg Republike (Plaza de la República).
La Universiada de 1987 se celebró en Zagreb, que renovó y revitalizó la ciudad. La plaza fue repavimentada con sillares y se hizo parte de la zona peatonal del centro. Parte de la corriente Medveščak, que había circulado bajo el alcantarillado desde 1898, fue destapada por los trabajadores. Esta parte formaba la fuente Manduševac que también se cubrió en 1898.

### La plaza en la actualidad

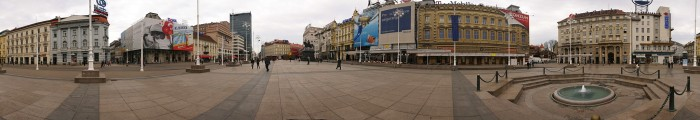
Imagen panorámica de 360° de la plaza.

El 11 de octubre de 1990, durante la desintegración de Yugoslavia y después de las elecciones de 1990 de Croacia, el papel histórico de Jelačić se volvió a considerar positivo y la estatua se devolvió a la plaza, pero en la parte norte, mirando hacia el sur. El nombre de la plaza se volvió a cambiar a su segundo nombre, en honor a Josip Jelačić.
La plaza es el punto de encuentro más frecuente para los habitantes de Zagreb. Parte de la zona peatonal, no se puede acceder con el coche, pero es el centro principal de los tranvías. Las líneas ZET 1, 6, 11, 12, 13, 14, 17 pasan por la plaza de día, y las líneas 31, 32 y 34 por la noche.
Muchos de los edificios de la plaza tienen fachadas antiguas que necesitan renovación. A menudo las obras se cubren con grandes anuncios.
La plaza contiene la fuente Manduševac en su parte este. Durante Navidad, La plaza se adorna con árboles de Navidad y luces.

## Galería de imágenes

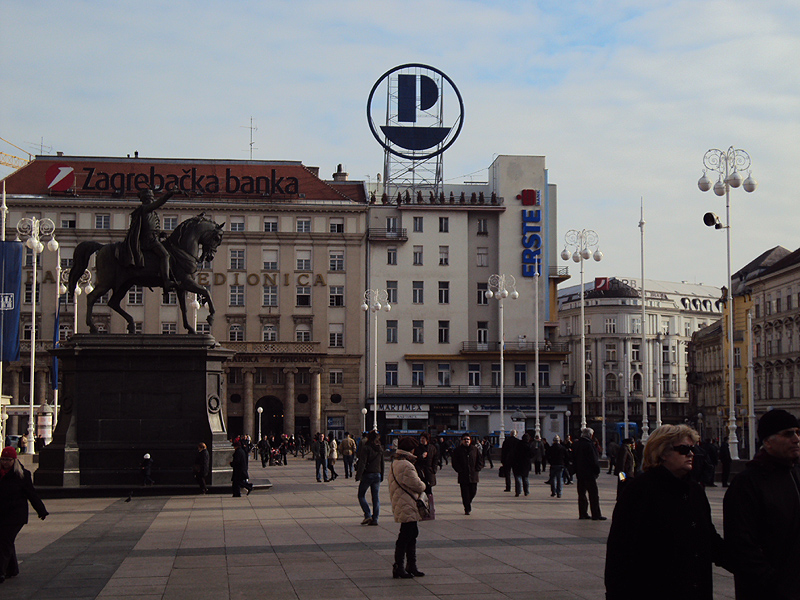
El este de Ban Jelačić.
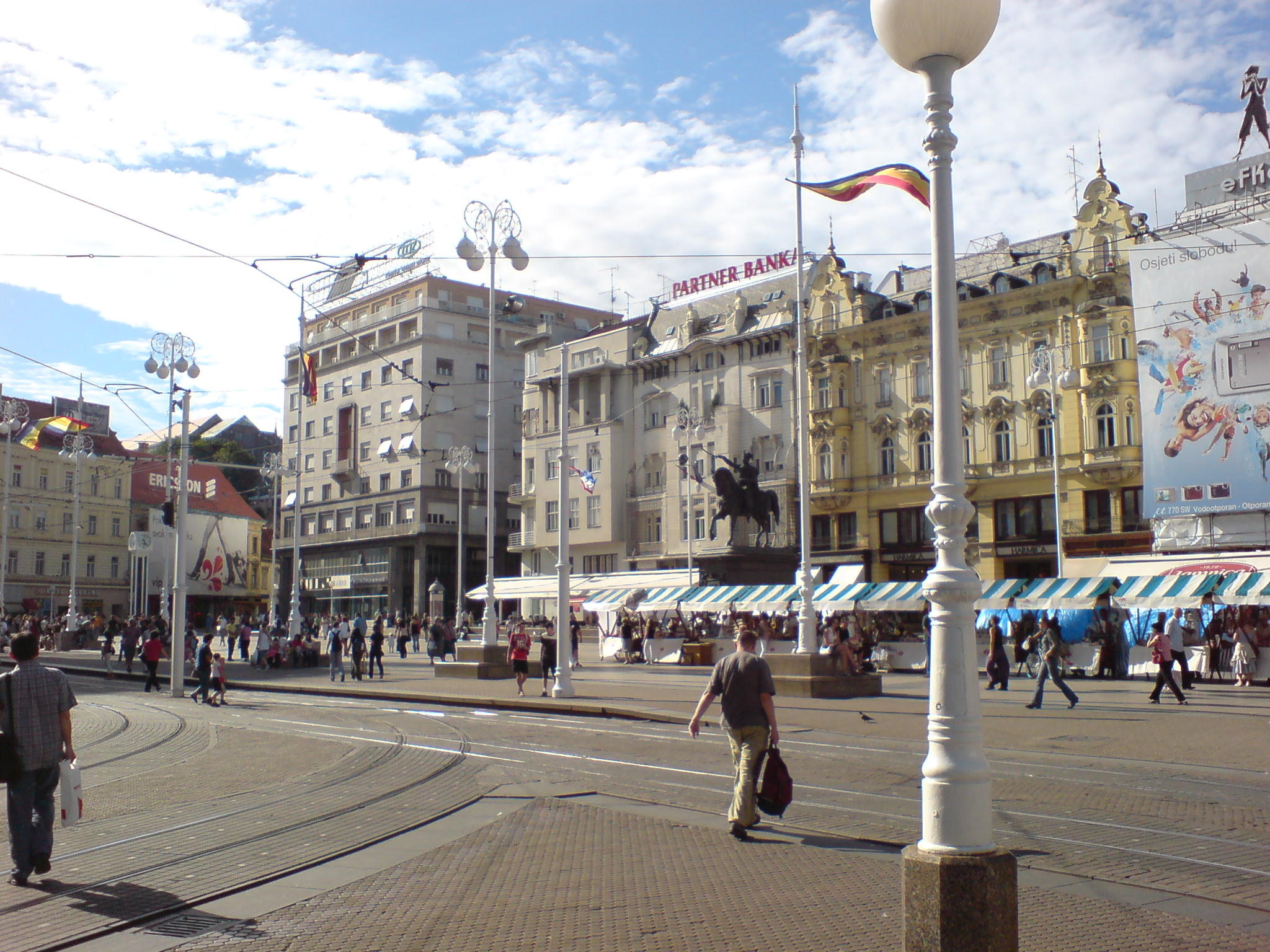
La Plaza Jelačić.
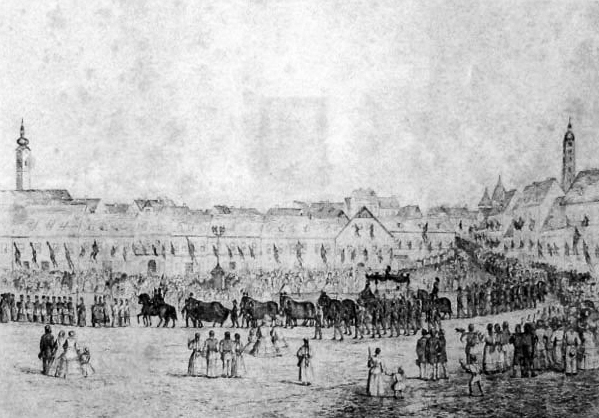
Funeral de Jelačić por la plaza, en 1859.
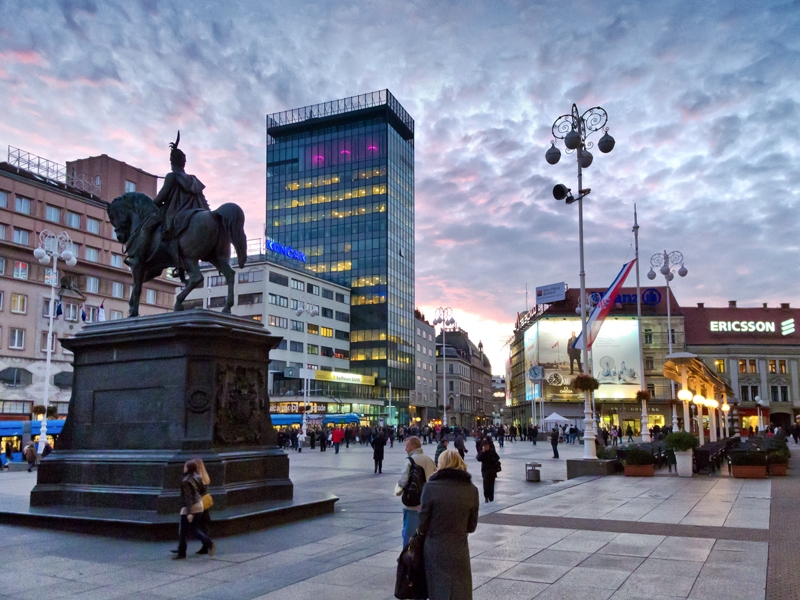
La plaza en 2012.
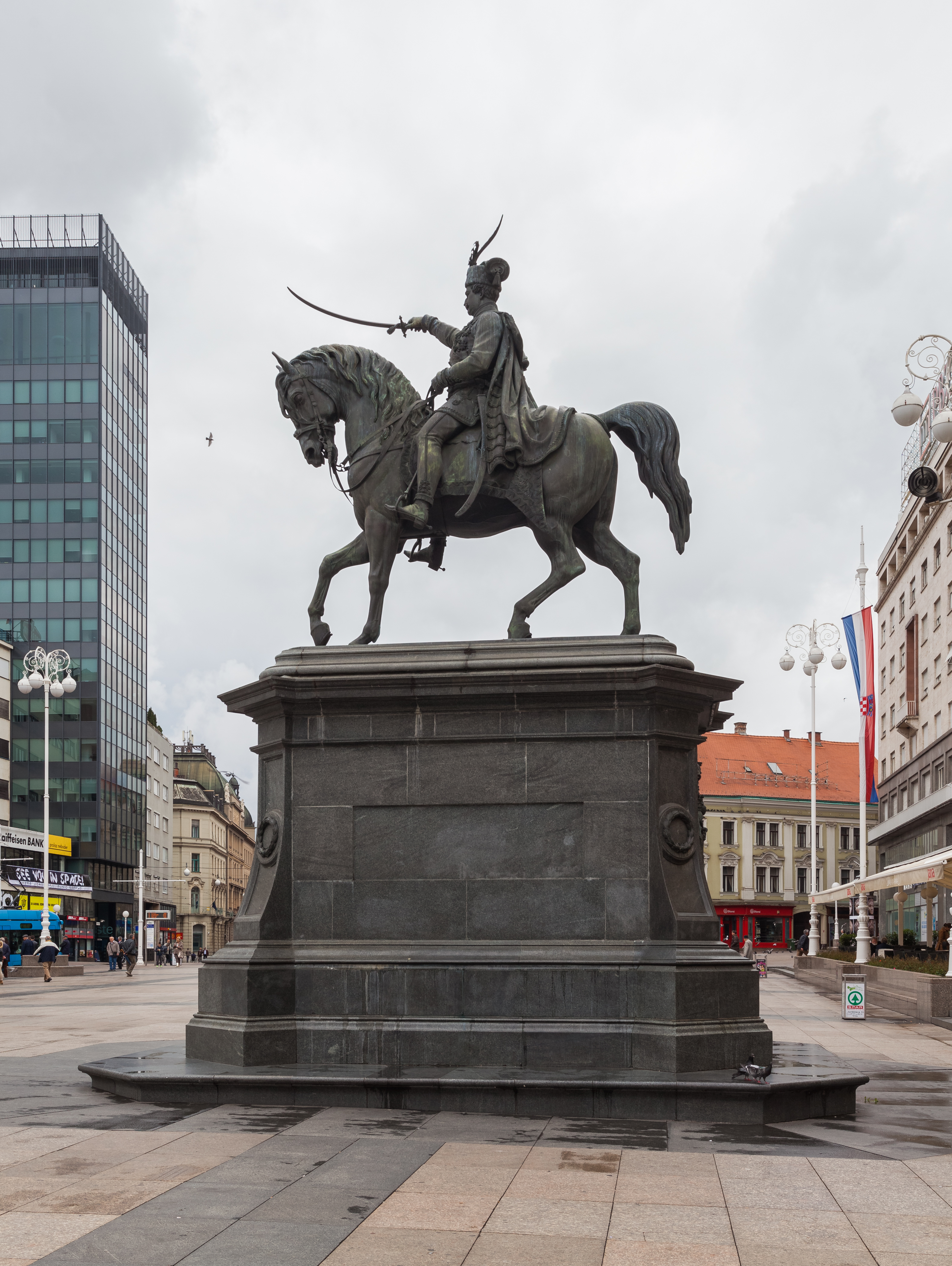
Estatua de Ban Jelačić.